# Carolina Mendoza (Wasserspringerin)
Carolina Mendoza Hernández (* 25. April 1997 in Naucalpan) ist eine mexikanische Wasserspringerin. Sie startet im 10-m-Turm- und Synchronspringen.
Mendoza errang ihren ersten internationalen Erfolg bei den Panamerikanischen Juniorenspielen 2010, wo sie vom 10-m-Turm Silber gewann. Im Erwachsenenbereich nimmt sie seit 2011 an internationalen Wettkämpfen teil. Ihren bislang größten Erfolg feierte sie beim Weltcup 2012 in London, wo sie vom Turm überraschend ins Finale einzog und Rang fünf belegte. Mit diesem Ergebnis qualifizierte sich Mendoza im Einzel vom Turm auch für die Olympischen Spiele 2012 an gleicher Stelle.